# Dongbei Dianying Zhipianchang
El Dongbei Dianying Zhipianchang (en chino simplificado, 东北电影制片厂; pinyin, Dōngběi Diànyǐng Zhìpiànchǎng; literalmente, ‘Estudio de cine del Nordeste’: 东北电影制片厂), también conocido por el nombre inglés Northeast Film Studio, fue uno de los primeros estudios cinematográficos de la República Popular China. A la vez, se le considera el primer estudio de cine creado expresamente por un partido comunista.

## Historia
La rendición de Japón y el fin de la Segunda Guerra Mundial comportaron que en 1946 se disolviera la Manchuria Motion Picture Corporation, con sede en Changchún. Células del Partido Comunista organizaron a sectores progresistas de los trabajadores para garantizar que el material no se perdiera. Las partes que pasaron a manos comunistas se integraron en el estudio de cine de Yan'an (en chino simplificado, 延安电影制片厂, pinyin, Yánān Diànyǐng Zhìpiànchǎng: 延安电影制片厂, : ) y el Dongbei Dianying Zhipianchang, que absorbería el estudio de Yan'an el 1 de octubre del 1946, cuando se reubicó la ciudad de Hegang, que actualmente forma parte de Heilongjiang.
Se considera que Dongbei Dianying Zhipianchang es el predecesor del actual Changchun Dianying Zhipianchang, puesto que el estudio sería reubicado nuevamente en la ciudad de Changchún en abril de 1949.
A partir de aquel momento, las divisiones de cine y animación se separarían. Los animadores, mayoritariamente el grupo que trabajó con películas como Huangdi Meng, se trasladarían a Shanghái. Allí se integrarían los hermanos Wan, los talentos de la Academia Central de Bellas Artes, el Instituto de Arte Suzhou y otros artistas de renombre para crear el Shanghai Meishu Dianying Zhipianchang.